# Managoga
Managoga bezeichnete in europäischen Handelsfachbüchern ein Japan zugeschriebenes Volumenmaß für Reis. In Japan selbst wurde als Reismaß Koku verwendet, wobei mangoku bzw. ichimangoku ‚10.000 Koku‘ bedeuten.
- 1 Managoga = 10.000 Ickmagogs
- 1 Ickmagog = 1000 Ickgogas
- 1 Ickgoga = 100 Gantas = 300 Cocas/Conas